# Вілайван Тхонгкам
Вілайван Тхонгкам (нар. 20 березня 1990) — таїландська борчиня вільного стилю та пляжна борчиня, срібна призерка чемпіонату світу з пляжної боротьби, бронзова призерка чемпіонату Азії та чемпіонка Ігор Південно-Східної Азії з вільної боротьби.

## Життєпис
Боротьбою почала займатися з 2007 року. У 2006 році стала бронзовою призеркою чемпіонату Азії серед кадетів.
Виступала за борцівський клуб «Suphanburi». Тренер — Сурачет Кваннай.

## Спортивні результати на міжнародних змаганнях

### Виступи на Чемпіонатах світу
| Змагання                                | Збірна  | Вагова категорія          | Місце  |
| --------------------------------------- | ------- | ------------------------- | ------ |
| Чемпіонат світу з пляжної боротьби 2012 | Таїланд | жіноча боротьба, до 70 кг | Срібло |

### Виступи на Чемпіонатах Азії
| Змагання                       | Збірна  | Вагова категорія          | Місце  |
| ------------------------------ | ------- | ------------------------- | ------ |
| Чемпіонат Азії з боротьби 2007 | Таїланд | жіноча боротьба, до 55 кг | 7      |
| Чемпіонат Азії з боротьби 2009 | Таїланд | жіноча боротьба, до 63 кг | Срібло |
| Чемпіонат Азії з боротьби 2010 | Таїланд | жіноча боротьба, до 59 кг | 8      |
| Чемпіонат Азії з боротьби 2012 | Таїланд | жіноча боротьба, до 59 кг | 10     |
| Чемпіонат Азії з боротьби 2013 | Таїланд | жіноча боротьба, до 63 кг | 5      |

### Виступи на Азійських іграх
| Змагання           | Збірна  | Вагова категорія          | Місце |
| ------------------ | ------- | ------------------------- | ----- |
| Азійські ігри 2010 | Таїланд | жіноча боротьба, до 63 кг | 5     |

### Виступи на Іграх Південно-Східної Азії
| Змагання                        | Збірна  | Вагова категорія          | Місце  |
| ------------------------------- | ------- | ------------------------- | ------ |
| Ігри Південно-Східної Азії 2011 | Таїланд | жіноча боротьба, до 59 кг | Золото |

### Виступи на інших змаганнях
| Змагання                                                     | Збірна  | Вагова категорія          | Місце  |
| ------------------------------------------------------------ | ------- | ------------------------- | ------ |
| Олімпійський кваліфікаційний турнір з боротьби 2012 (Астана) | Таїланд | жіноча боротьба, до 55 кг | Бронза |

### Виступи на змаганнях молодших вікових груп
| Змагання                                      | Збірна  | Вагова категорія          | Місце  |
| --------------------------------------------- | ------- | ------------------------- | ------ |
| Чемпіонат Азії з боротьби серед кадетів 2006  | Таїланд | жіноча боротьба, до 56 кг | Бронза |
| Чемпіонат Азії з боротьби серед юніорів 2010  | Таїланд | жіноча боротьба, до 63 кг | 5      |
| Чемпіонат світу з боротьби серед юніорів 2010 | Таїланд | жіноча боротьба, до 59 кг | 21     |